# Festival Inquiet
L'Inquiet és un festival de cinema que té lloc a Picassent, al País Valencià, el qual destaca per ser l'únic en el qual hi participen pel·lícules en valencià. Per aquesta raó, també rep la denominació "Festival de Cinema en Valencià".

## Història
L'Inquiet neix l'any 2004, a partir de la iniciativa de dos picassentins, el realitzador i periodista Francesc Felipe Campillo (1981), i el regidor pel Bloc Artur Hernàndez i Gastaldo (1976). Ja des del principi va comptar amb el suport de les universitats valencianes i els mitjans de comunicació públics, tant RTVV com Televisió de Catalunya, i es va preocupar per mostrar els diferents estils audiovisuals: ficció, documentals, curts… A l'any següent, s'encetava la primera edició del festival, que va rebre 95 obres audiovisuals a concurs.
Amb el pas de les edicions, ha anat incorporant més vessants, com ara una secció dedicada als productes universitàries, als video-clips, així com la Secció Inquieta, dedicada als centres escolars.
El 2009, any del cinquè aniversari, l'organització del festival rep fins a 143 obres audiovisuals.
A la tardor del 2011, quan corresponia la convocatòria i celebració de la setena edició, des de l'organització, l'Associació Cultural La Fàbrica de la Llum va anunciar una renovació del format, que d'entrada, suposava el canvi de dates i el seu ajornament per als mesos posteriors, ja el 2012. En el comunicat de premsa de l'organització s'esmentava la crisi econòmica com a factor clau en aquesta reformulació del Festival Inquiet.

## Edicions

### Inquiet 2005
A la primera edició del del Festival Inquiet s'hi van presentar 95 audiovisuals, que van concórrer a les diferents categories. A banda, també es van desenvolupar diverses activitats al voltant de l'audiovisual, com ara taules rodones sobre cinema i educació, o sobre el model de llengua per al doblatge.

#### Palmarès
Els premiats en l'edició del 2005 van ser els següents:.
- Llargmetratge de ficció: Sevigné de Marta Balletbò-Coll i Síndrome Laboral de Sígfrid Monleón.
- Curtmetratge: L'enigma del xic croqueta, de Pablo Llorens.
- Menció al millor documental: Del Roig al Blau, del Taller d'Audiovisuals de la Universitat de València
- Premi Mostra: Punt Dos
- Secció Inquieta: "Imaginari", de l'IES de Matadepera.

### Inquiet 2006
Es presenten 108 obres, i les seus es diversifiquen entre la capital valenciana i Picassent, en indrets com ara l'IVAM, l'IVAC o les universitats. El premi honorífic el rep Ventura Pons, del qual es fa una retrospectiva de la seua cinematografia.
La Secció Inquieta, dedicada als escolars, se subdivideix en tres premis en funció de l'edat: col·legis, instituts i universitats. Es crea la categoria de millor videoclip en valencià, i la categoria lliure, que té lloc a la Piscina Municipal de Picassent.

#### Palmarès
Els premiats en aquesta edició del festival van ser els següents:
Secció Oficial
- Millor llargmetratge de ficció: "Dies d'agost" de Marc Recha
- Millor documental: "La casa de la meua àvia" d'Adán Aliaga
- Menció especial: "Ni fàcil ni difícil" de Dani Lagartofernandez i Marian Piper
- Millor curtmetratge: "El millor mecanògraf del món" de Rafa Piqueras
- Premi del públic: "La pluja" de Nofre Moyà

Secció Inquieta
- Premi Escola: "9 d'Octubre" del CP Carles Salvador de València
- Premi Institut: "Off" de l'IES Doctor Faustí Barberà d'Alaquàs
- Premi Universitat: "L'amour" de Neus Albert
- Premi del públic: "Per fat i fat" de l'IES Son Pacs (Palma)

Secció Clip
- Premi Clip: "La reina de les neus" de Refree
- Premi del públic: "El show de la foscor" de Gataca

Secció Mostra
- Premi honorífic: Ventura Pons

Secció Free Inquiet
- Premi del públic: "Micro TV" de Joan Carles Martorell

### Inquiet 2007
Celebrat entre el 22 de novembre i l'1 de desembre de 2007, es van presentar fins a 133 peces audiovisuals. S'homenatja a Rosa Maria Sardà i a dues institucions relacionades amb el cinema i les dones.
Entre les novetats, la secció Universitat es reconverteix com una marató de curtmetratges, que es roden a Picassent en 15 dies i a partir d'un lema triat per l'organització.

### Palmarès
Secció Oficial
- Millor llargmetratge de ficció: Ficció de Cesc Gay
- Millor documental: Estira-i-arronsa de Pau Fenollosa
- Millor curtmetratge: "Humildad" de Martín Roman i Iñaki Antuñano
- Mencions especials a la interpretació coral de Després de la pluja d'Agustí Villaronga i a la direcció del curtmetratge "Nitbus" de Juanjo Jiménez
- Secció Mostra: Rosa Maria Sardà
- Videoclip: Wa Yeah d'Antònia Font

Secció Inquieta
- Premi Escola: "Carmen recorde que..." del CP Carles Salvador de València
- Premi Institut: "Flash-back" de l'Escola Gavina i "In-somni" de Cristian Cuenca
- Secció A Corre-cuita: "10 euros" d'Alberto Baixaulí i Víctor Descalzo

### Inquiet 2008
L'edició del 2008 de l'Inquiet va ser la quarta d'aquest festival de cinema en valencià. Es va celebrar al novembre d'eixe any a la localitat de Picassent. En aquesta edició es van ampliar els premis dedicats als vídeos amateurs de la secció A corre-cuita, així com els videoclips, tot comptant amb la col·laboració d'Escola Valenciana i la seua Gira.

#### Palmarès
Els guardonats de l'Inquiet van ser els següents:
Secció oficial
- Millor llargmetratge de ficció: Violetes de Rafa Montesinos
- Premi del públic Secció Oficial: Primer diumenge de maig de Martín Román i Iñaki Antuñano
- Millor curtmetratge: Silenci de Sergi Rubió
- Menció especial: Goteres de Claudi Lichtenstein
- Millor llargmetratge documental: Nedar de Carla Subirana
- Menció especial del jurat: Ser Joan Fuster de Llorenç Soler
- Premi honorífic Secció Mostra: Joan Monleon

Secció Inquieta
- Premi del públic: Fotuts de l'IES Sanchis Guarner de Silla
- Premi Escola: La reina de la nit. Cuca Power del C.P. Cristòfor Colom de Benetússer
- Premi Institut: Fotuts de l'IES Sanchis Guarner de Silla
- Premi del públic Secció Lliure: Gnosis de Fran Egea
- Menció especial: Silencis de l'IES Son Pacs de Mallorca

Giraclip
- Premi Clip: Mal al cor de Le Petit Ramon
- Premi del públic Gira clip: Fer res de Clara Andrés dirigit per Samuel Sebastian

#### Secció A Corre-cuita
- Primer premi: Disculpa de Guillermo Roqués i Rosa Izquierdo

### Inquiet 2009
La cinquena edició del Festival Inquiet, el certamen de cinema en valencià, es va celebrar a la tardor del 2009 a Picassent.
En aquesta ocasió, l'homenatjat va ser l'escriptor de Sedaví, Ferran Torrent, algunes novel·les del qual han estat traslladat al cinema. Quant a la secció oficial, la guanyadora va ser l'obra Tres dies amb la família de Mar Coll.

#### Palmarès
Els guardonats de l'Inquiet van ser els següents:
Secció oficial
- Millor llargmetratge de ficció: Tres dies amb la família de Mar Coll
- Premi del públic Secció Oficial: Moriscos, els valencians oblidats de Sergi Tarín, Esther Albert i Vicent Peris
- Millor curtmetratge: Fragments (d'un dia) d'Eva Norverto
- Millor llargmetratge documental: Moriscos, els valencians oblidats de Sergi Tarín, Esther Albert i Vicent Peris
- Menció especial del jurat: Bucarest, la memòria perduda d'Albert Solé

Secció Inquieta
- Premi del públic: A Fosques de l'IES Doctor Faustí Barberà d'Alaquàs
- Premi Escola: L'Escola dels fantasmes del CEIP d'Alfés de Lleida
- Premi Secundària: Una cadira buida de Sunion Escola d'ESO i Batxillerat de Barcelona
- Premi Batxillerat: A Fosques de l'IES Doctor Faustí Barberà d'Alaquàs
- Menció especial: INFO Joan Fuster de l'IES Joan Fuster de Sueca

Giraclip
- Premi Clip: Personatges de Clara Andrés, per Teresa Pérez i Girau i Paula Pérez i de Lanuza (paulape)
- Premi del públic Gira clip: A mans besades de Verdcel

### Inquiet 2010
L'Inquiet 2010 va ser la sisena edició d'aquest festival de cinema en valencià, celebrat entre el 17 i el 27 del mes de novembre de 2010 a la ciutat de Picassent, País Valencià.
El guardó va ser una estatueta del dissenyador Cèsar Amiguet, relacionada amb les travesses ferroviàries com a metàfora de comunicació.

#### Palmarès
Els premiats en aquest festival de cinema van ser els següents:
Secció oficial
- Millor llargmetratge: Caracremada de Lluís Galter.
- Millor documental: Els monstres de ca meva de Marta Hierro i Alberto Jarabo.
- Millor curtmetratge: Menú incorrecte de Moisés Romera i Marisa Crespo.

Altres seccions
- Secció Inquieta: "Cronos" de Sunion Escola de Barcelona (Batxillerat), "Cara B" de Sunion Escola de Barcelona (Secundària) i "Mimilola Garcia contra l'imperi de la caca de gos" del CEIP Cristòfor Colom de Benetússer.
- Secció A Corre-cuita: Si la cosa funciona de Sam Bauxauli.
- Secció Clip: Personetes humanes de Compartir Dona Gustet.
- Premi del Públic: Les Coses d'Agraviats
- Premi honorífic: Juli Mira.

## Categories
Al llarg de les diferents edicions, les categories de l'Inquiet han anat canviant-se. Cal separar entre l'audiovisual professional, on es premien llargmetratges, curtmetratges, documentals i videoclips, de l'amateur, on entren en joc obres acadèmiques (universitat i instituts - col·legis).
També ha rendit diversos premis honorífics, com és el cas de Joan Monleón, el 2008 o s'han establert cicles, com ara "Les dones i el cinema" el 2009.